# 1B busz (Mosonmagyaróvár)
A mosonmagyaróvári 1B jelzésű autóbusz a Vasútállomás és a Feketeerdei elágazás megállóhelyek között közlekedik. A vonalat a Volánbusz üzemelteti.

## Közlekedése
Csak munkanapokon, csúcsidőben közlekedik. A vonalon kizárólag regionális autóbuszjáratok közlekednek.

## Útvonala
| Feketeerdei elágazás felé | Vasútállomás felé |
| --- | --- |
| Vasútállomás – Hild János tér – Soproni utca – József Attila utca – Szent István király út – Fő út – Pozsonyi út – Feketeerdei elágazás | Feketeerdei elágazás – Pozsonyi út – Fő út – Szent István király út – József Attila utca – Soproni utca – Hild János tér – Vasútállomás |

## Megállóhelyei
| 0  | Vasútállomás                      | 14 | 1, 1K, 2, 4, 4A, 4H, 5, 6, 7                  | Mosonmagyaróvár Hild János tér |
| 1  | József Attila utca                | 13 | 1, 1K, 2, 4, 4H, 5, 6                         | |
| 2  | Kühne gyár                        | ∫  | 1, 1K, 2, 3, 3K, 4, 4H, 5, 6                  | Kühne gyár |
| 3  | Közösségi ház                     | 12 | 1, 1K, 2, 3, 3K, 6                            | Fehér Ló Közösségi Ház |
| 4  | Mosoni posta                      | 10 | 1, 1K, 2, 3, 3K, 6                            | Szent János plébániatemplom, Huszár Gál Városi Könyvtár, Posta |
| 5  | Szent István király út, Duna utca | 9  | 1, 1K, 2, 3, 3K, 6                            | Szent Rozália kápolna, Ostermayer Napköziotthonos Óvoda |
| 6  | Kormos István lakótelep           | 8  | 1, 1K, 2, 3, 3K, 6                            | Kormos István lakótelep, Éltes Mátyás Nevelési-Oktatási Központ, Vackor Óvoda |
| 7  | Móra Ferenc lakótelep             | 7  | 1, 1K, 3, 3K, 4, 4H, 5, 6                     | Móra Ferenc lakótelep, Református templom, Móra Ferenc Általános Iskola, Hunyadi Mátyás Szakképző és Szakközépiskola, Bolyai János Általános Iskola, Mosonvármegyei Múzeum                   |
| 9  | Evangélikus templom               | 5  | 1, 1K, 3, 3K, 4, 4A, 4H, 5, 5A, 5H, 5K, 5R, 6 | Karolina Kórház és Rendelőintézet, Evangélikus templom, Régi Vámház tér, Városkapu tér, ÁNTSZ, Bolyai János Informatikai és Közgazdasági Szakgimnázium, Mosonmagyaróvári Járásbíróság, Posta |
| 11 | Városháza                         | 3  | 1, 2, 3, 4, 4A, 4H, 5, 5A, 5H, 5K, 5R, 6      | Városháza, Deák Ferenc tér, Posta, Óvári Szűz Mária Királynő és Szent Gotthárd templom, Óváros                                                                                               |
| 13 | Pozsonyi út, Béke utca            | 1  | 4, 5, 5A, 5K, 5R                              | |
| 14 | Feketeerdei elágazás              | 0  | 4, 5, 5A, 5K, 5R                              | |